# Butterwick (Durham)
Butterwick – wieś w Anglii, w hrabstwie Durham. Leży 17 km na południowy wschód od miasta Durham i 361 km na północ od Londynu.